# Santa Maria delle Grazie nel Cimitero di San Giovanni in Laterano

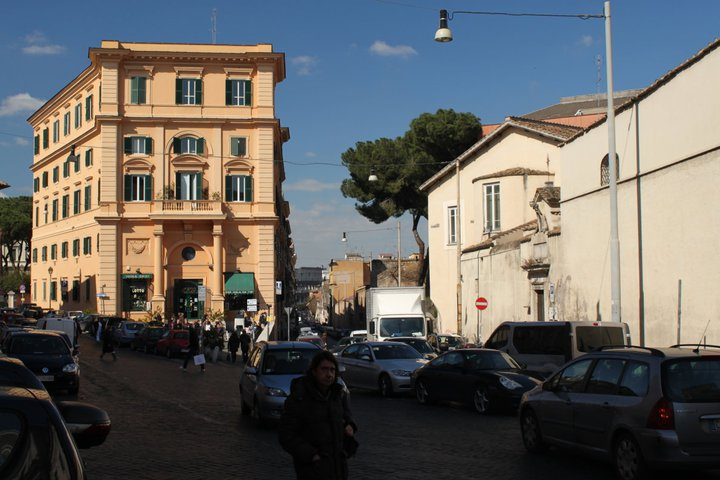
Nesta vista do cruzamento da Via di San Giovanni in Laterano (à direita) com a Via Santo Stefano Rotondo (esquerda), no fim do muro do Ospedale delle Donne, que segue à direita, está claramente visível a abside da antiga capela de Santa Maria delle Grazie nel Cimitero di San Giovanni in Laterano, hoje perfurada por uma estreita janela vertical.

Santa Maria delle Grazie nel Cimitero di San Giovanni in Laterano  era a capela do cemitério, hoje desconsagrada, da basílica de San Giovanni in Laterano. Está localizada do lado norte da esquina da Via di San Giovanni in Laterano com a Via Olivero Plunkett, no rione Monti, incorporada ao Ospedale delle Donne. Era dedicada a Nossa Senhora das Graças.

## História

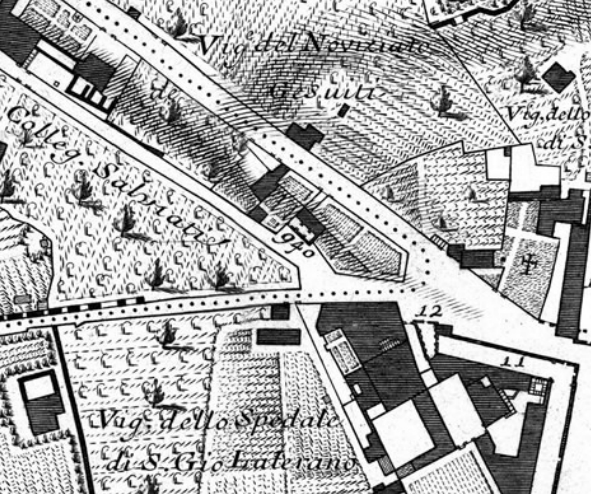
Vista do mesmo entroncamento no Mapa de Nolli (1748) mostrando a posição da capela (marcada com uma pequena cruz à direita, sem um número específico.

O cemitério era originalmente associado ao antigo hospital anexo à basílica, o antecessor do moderno Ospedale del Salvatore, mas servia também para o sepultamento dos fiéis da paróquia servida por ela. A capela propriamente dita teve duas predecessoras. A primeira era uma pequena capela devocional mais para o oeste ao longo da Via di San Giovanno in Laterano e também dedicada a Nossa Senhora das Graças (sob o nome de Santa Maria delle Grazie al Colosseo) por causa da devoção ao famoso ícone antigo em Santa Maria delle Grazie al Foro Romano.
A segunda era dedicada ao Santissimo Crocifisso e ficava no próprio cemitério. Em 1784, uma "união piedosa" de leigos seculares foi fundaa e passou a utilizar a igreja, a "Societas Pia Sanctae Mariae in Doloribus pro suffragiis animarum defunctorum", cuja função era oferecer orações pelas almas dos mortos em geral e dos enterrados no cemitério em particular. Ela foi reconstruída em 1812 por ordem do papa Pio VII, logo depois do fim da ocupação francesa de Roma. Durante a ocupação, os franceses proibiram novos sepultamentos no interior das muralhas e criaram um novo cemitério, conhecido como Campo Verano. Inicialmente, o governo papal recém-restaurado permitiu a reabertura de alguns cemitérios, mas todos foram definitivamente fechados com a captura de Roma em 1870.
Em 1826, o ícone em afresco que ficava na pequena igreja vizinha de Santa Maria Imperatrice, na Via dei Santi Quattro (rione Campitelli), foi transferido para e a vizinha capela de Santa Maria delle Grazie foi demolida. O resultado foi que a antiga capela do Santissimo Crocifisso acabou assumindo o nome de Santa Maria delle Grazie. Uma inscrição em latim marcou o evento. Rapidamente o santuário ganhou fama e tornou-se um centro de peregrinação popular no Dia de Todos os Santos, quando a sociedade mostrava ao povo imagens das almas no Purgatório.
Depois que os sepultamentos foram definitivamente proibidos, na década de 1870, a capela perdeu muito de sua função. O vizinho Ospedale delle Donne incorporou o cemitério ao seu jardim e a capela foi desconsagrada, atualmente fazendo parte da estrutura do hospital.

## Descrição
O antigo cemitério hoje é um jardim gramado simples de planta quadrada com algumas árvores. A antiga entrada do cemitério é um notável portal barroco com um brasão do papa em alto relevo sob um pequeno gablete coberto por telhas. A antiga estrutura da capela, hoje incorporada, é a que fica inclinado em relação à rua, atualmente pintado de branco e sem nenhuma característica individual, mas com o que parece ser uma abside externa se projetando em direção à rua.